# Lizzie McGuire
Lizzie McGuire, amerikansk TV-serie om 13-åriga Lizzie McGuire, som går i grundskolan. Hennes tankar om livet visas genom hennes tecknade jag, Cartoon Lizzie.
Serien hade svensk premiär på Kanal 5 och på Jetix (Fox Kids) den 1 februari 2004.

## Rollista
- Hilary Duff- Lizzie McGuire
- Adam Lamberg - David 'Gordo' Gordon
- Lalaine Vergara-Paras - Miranda Sanchez (2001-2003)
- Jake Thomas - Matt McGuire
- Hallie Todd - Jo McGuire
- Robert Carradine - Sam McGuire
- Madelene Stenberg - Veronica Anna Smith